# Odysia venusta
Odysia venusta là một loài bướm đêm trong họ Geometridae.